# نظام سداد للمدفوعات
نظام سداد للمدفوعات هو أحد أنظمة البنك المركزي السعودي، وهو نظام مركزي لعرض ودفع الفواتير والمدفوعات الأخرى إلكترونياً في المملكة العربية السعودية، حيث أن مهمته الأساسية هي تسهيل وتسريع عملية دفع الفواتير والمدفوعات الأخرى عبر جميع القنوات المصرفية في المملكة (فروع البنوك وأجهزة الصرف الآلي والهاتف المصرفي والإنترنت المصرفية.)

## المفوترون المرتبطون

### الاتصالات والمرافق العامة
- شركة الاتصالات السعودية 001
- الشركة السعودية للكهرباء 002
- اتحاد اتصالات (موبايلي) 005
- شركة مرافق الكهرباء والمياه (مرافق) 004
- المبادرة السعودية للحاسب المنزلي 007
- «برافو» 014
- البريد السعودي 021
- كادر المدن الاقتصادية 035
- زين 044
- «جو» شركة اتحاد عذيب للاتصالات 033
- مشروع المملكة العربية السعودية للإفادة من الهدي والأضاحي 043
- العرض المتقن للاتصالات وتقنية المعلومات (توبي) 107
- الشركة الدولية لتوزيع المياه المحدودة 122
- مدينة الملك عبد العزيز للعلوم والتقنية 105
- شركة المياه الوطنية 138
- الشركة السعودية لتبادل المعلومات الكترونيا (تبادل) 135
- شركة الغاز والتصنيع الأهلية 148
- اتحاد فيرجن 151

### التكنولوجيا والوسائط
- سعودي نت 038
- سيبيريا 059
- شوتايم 032
- صحارى نت 048
- أول نت 041
- الشركة السعودية للحاسبات الالكترونية المحدودة 083
- شركة الاتصالات المتكاملة 055
- شركة العلم لأمن المعلومات 085
- مؤسسة علا المجد التجارية (قنوات المجد) 081
- شركة ثقة لخدمات الأعمال 144

### الخدمات التعليمية
- جامعة الملك عبد العزيز 009
- جامعة اليمامة 072
- جامعة الملك سعود 080
- الجامعة العربيه المفتوحة 017
- جامعة طيبة 106
- جامعة الملك فيصل 118
- جامعة الملك فهد للبترول والمعادن 117
- جامعة أم القرى 132
- الجامعة السعودية الإلكترونية 137

### الخدمات الحكومية
- أمانة منطقة المدينة المنورة 006
- وزارة البيئة والمياه والزراعة 015
- أمانة مدينة الرياض 010
- الهيئة العامة للزكاة والدخل 020
- أمانة العاصمة المقدسة 027
- أمانة محافظة جدة 028
- هيئة الاتصالات وتقنية المعلومات 042
- أمانة المنطقة الشرقية 025
- الغرفة التجارية الصناعية بجدة 019
- البنك الزراعي العربي السعودي 045
- الهيئة السعودية للمواصفات والمقاييس والجودة 049
- الهيئة العامة للجمارك 030
- وزارة التجارة والصناعة 013
- الهيئة العامة للسياحة والتراث الوطني 057
- بنك التنمية الاجتماعية 058
- أمانة منطقة تبوك 062
- أمانة منطقة حائل 061
- أمانة منطقة جازان 064
- وزارة النقل 075
- قياس 008
- وزارة الثقافة والإعلام (وزارة الإعلام حالياً) 051
- وزارة الموارد البشرية والتنمية الاجتماعية 050
- الغرفة التجارية الصناعية بالرياض 073
- أمانة منطقة القصيم 070
- صندوق التنمية العقاري 040
- الهيئة السعودية للمدن الصناعية ومناطق التقنية (مدن) 068
- المؤسسة العامة للتأمينات الاجتماعية 060
- أمانة منطقة عسير 084
- وزارة المالية 088
- إدارة الأجانب 090
- رخص القيادة 091
- الجوازات السعودية 092
- المخالفات المرورية 093
- المركبات 094
- الاستقدام 095
- الأحوال المدنية 096
- أمانة منطقة نجران 087
- امانة منطقة الجوف 103
- المؤسسة العامه للموانئ 089
- وزارة الشؤون الإسلامية والدعوة والإرشاد 077
- (مشروع الخير الشامل) 066
- أمانة منطقة الحدود الشماليه 102
- الهيئة العامة للغذاء والدواء 109
- الهيئة العامة للطيران المدني 098
- أمانة منطقة الباحة 104
- أمانة الأحساء 112
- الهيئة الملكية للجبيل وينبع 046
- امانة الطائف 113
- الهيئة العامة للاستثمار 108
- وكالة الوزارة للثروة المعدنية 116
- الغرفة التجارية الصناعية بأبها 114
- مخالفات إدارة الوافدين 126
- إدارة الوافدين 127
- وزارة الصحة 128
- الهيئة السعودية للمهندسين 123
- بوابة المشتريات الحكومية 141
- شركة تطوير وتشغيل المدن الصناعية المحدودة 145
- جمعية القلب السعودية 133
- إيجار 153
- هيئة المدن الاقتصادية 154
- الهيئة الملكية للجبيل 146
- صندوق التنمية الصناعية السعودي 143
- الغرفة التجارية الصناعية بالمنطقة الشرقية 139
- وزارة الخارجية 101

### الخدمات المالية والتأمين
- بطاقة البنك السعودي الهولندي الائتمانية 031
- التعاونية للتأمين 003
- مجموعة سامبا المالية (البطاقات الائتمانية) 012
- البنك الأهلي التجاري (البطاقات الإتمانية) 016
- امريكان اكسبريس 018
- خدمات ساب للمدفوعات 029
- أوان لبيانات الأسواق 039
- «مباشر» 034
- بطاقة فالكون الإتمانية من البنك الأهلي التجاري 056
- البطاقات الائتمانية وخدمات التمويل من بنك الجزيرة 078
- مدفوعات البنك العربي الوطني 082
- خدمات مصرف الراجحي 054
- مدفوعات بنك الرياض 067
- السعودية للمعلومات الائتمانية - سمة 036
- مدفوعات خدمات البنك السعودي الفرنسي 071
- مدفوعات بنك الإمارات دبي الوطني 125
- شركة النايفات للتقسيط 124
- تكافل الراجحي 110
- بوبا العربية للتأمين التعاوني 130
- شركة الدرع العربي للتأمين التعاوني 136
- شركة أقساط العالمية للأعمال التجارية 069

### خدمات أخرى
- شركة اليسر للإجارة والتمويل[2] 024
- مؤسسة اليمامة الصحفية 047
- مؤسسة الجزيرة للصحافة والطباعة والنشر 053
- الشركة العربية للوسائل 076
- شركة الجميح للسيارات 052
- شركة الأمثل للتمويل والتأجير المحدودة 079
- دار اليوم للصحافه والطباعة والنشر 074
- شركة تأجير 063
- شركة الجبر التجارية 086
- الشركة المتحدة للبيع بالتقسيط 065
- شركة الحمراني للاستثمار التجاري 023
- الشركة المتحدة للإلكترونيات (اكسترا) 134
- الهيئة السعودية للتخصصات الصحية 129
- مؤسسة التسهيلات العربية (تسهيل) 131
- الشركة السعودية لتمويل المساكن 147
- دار الحياة للنشر والتوزيع 121
- شركة الموارد للإستقدام 157

### خدمات المواصلات
- طيران ناس 026
- الخطوط الجوية العربية السعودية 022
- المؤسسة العامة للخطوط الحديدية 120
- الشركة السعودية للنقل الجماعي (سابتكو) 150